# Ланаделумаб
Ланаделумаб (англ. Lanadelumab, відомий під торговою назвою Тахізіро — гуманізоване моноклональне антитіло (класу IgG1 каппа) проти калікреїнів плазми крові, та застосовується для попередження загострення хвороби у хворих із спадковим набряком Квінке. Ланаделумаб схвалений у США як перше з моноклональних антитіл, що застосовується для попередження загострень хвороби у хворих із спадковим набряком Квінке. Препарат є також першим лікарським засобом для лікування спадкового ангіоневротичного набряку, створений цитологічними методами в лабораторії, а не з людської плазми. 23 серпня 2018 року Управління з контролю за продуктами і ліками США схвалило використання ланаделумабу для хворих старших 12 років зі спадковим набряком Квінке I або II типу. Препарат застосовується підшкірно 1 раз на 2 тижні в дозі 300 мг (у частини хворих можна розглянути введення препарату 1 раз на 4 тижні).
У І фазі клінічних досліджень ланаделумаб добре переносився і, за повідомленням про результати дослідження, зменшував розщеплення кініногену в плазмі хворих зі спадковим набряком Квінке, та зменшував кількість хворих, у яких спостерігалися загострення ангіоневротичного набряку. Схвалення ланаделумаба в США засноване на даних Ib фази багатоцентрового, подвійного сліпого, плацебо-контрольованого, кількаразового дослідження. За результатами цього дослідження FDA надало ланаделумабу статус пріорітетного препарату, інноваційного препарату, та орфанного препарату. Клінічне дослідження III фази HELP оцінювало ефективність та безпечність ланаделумабу. Ланаделумаб розроблений компанією «Dyax Corp», пізніше права на виробництво та маркетинг препарату передані компанії «Shire».
Найчастішими побічними ефектами препарату є реакції у місці ін'єкції, у тому числі синці у місці ін'єкції, інфекції верхніх дихальних шляхів, головний біль, шкірний висип, міалгія, запаморочення та діарея.

## Медичне застосування
У США ланаделумаб застосовується у хворих старших 12 років для профілактики загострень спадковим набряком Квінке. Немає даних щодо ефективності або безпеки ланаделумабу у хворих віком до 12 років. Не проводились дослідження ланаделумабу щодо його безпечності у вагітних або годуючих жінок.

## Побічна дія
Протягом рандомізованого контрольованого клінічного дослідження III фази, яке вивчало ефективність та безпечність ланаделумабу для запобігання загострень спадкового ангіоневротичного набряку, найбільш поширеними побічними ефектами, які спостерігались у хворих, які лікувалися препаратом, були біль у місці ін'єкції (у 42,9 % хворих), вірусна інфекція верхніх дихальних шляхів (у 23,8 % хворих), головний біль (у 20,2 % хворих), еритема в місці ін'єкції (у 95 % хворих), синці в місці ін'єкції (у 7,1 % хворих), запаморочення (у 6,0 % хворих).

## Механізм дії
Механізм дії ланаделумабу полягає у зв'язуванні з ферментом плазми крові калікреїном, що призводить до пригнічення його активності. Калікреїн є протеазою, яка розщеплює кініноген, з якого згодом утворююється потужний вазодилататор брадикінін. Хворі зі спадковим набряком Квінке мають дефіцит або зниження активності інгібітора С1, який є ферментом, що регулює активність калікреїн-кінінового каскаду. Зниження активності інгібітора С1 призводить до підвищення рівня калікреїну та подальшого протеолізу кініногену. Протеоліз кініногену призводить до збільшення виробництва брадикініну та кініногену у хворого. Підвищення рівня брадикініну спричинює вазодилатацію, підвищення проникності судин, а також загострення ангіоневротичного набряку та появу болю, спричиненого загостренням спадкового ангіоневротичного набряку.

## Дослідження ефективності
У клінічне дослідження III фази, яке отримало назву «Effect of Lanadelumab», препарат порівнювався з плацебо щодо ефективності запобігання загострення спадкового набряку Квінке, це дослідження також відоме під назворю HELP. Метою рандомізованого контрольованого дослідження було вивчити ефективність ланаделумабу щодо запобігання загострень спадкового ангіоневротичного набряку.
У рандомізованому подвійному сліпому плацебо-контрольованому дослідженні з паралельними групами досліджували 125 хворих протягом 26 тижнів. Хворі були рандомізовані щодо лікування ланаделумабом або отриманні плацебо у співвідношенні 1:2. Особи, які отримували ланаделумаб, були далі рандомізовані у співвідношенні 1:1:1 щодо отримання дози 150 мг кожні 4 тижні, 300 мг кожні 4 тижні або 300 мг кожні 2 тижні. Хворі, які отримували препарат, мали статистично значуще зниження частоти загострень спадкового ангіоневротичного набряку за місяць. Хворі, які приймали ланаделумаб кожні 2 тижні, мали на 83 % менше помірних та важких загострень. Результати дослідження показали, що всі 3 схеми дозування ланаделумабу були більш ефективними, ніж плацебо.